# Судома (гора)
Судома — гора и памятник природы в Псковской области России. Является наивысшей точкой Судомской возвышенности и второй в области, расположена на территории Пожеревицкой волости Дедовичского района. Высота над уровнем моря — 293 метра.
Гора Судома расположена к северо-востоку от деревни Лихачево, территория вокруг горы объявлена памятником природы «Гора Судома», занимающим территорию 615 га (6,15 км²).
Памятник природы является уникальным, невосполнимым, характерным ландшафтным комплексом, горой с камовой вершиной и прилегающим живописным ландшафтом, имеющим научную, эстетическую, историческую ценность и нуждающимся в особой охране.